# Монтроуз Мејнор (Пенсилванија)
Монтроуз Мејнор (енгл. Montrose Manor) насељено је место без административног статуса у америчкој савезној држави Пенсилванија.

## Демографија
По попису из 2010. године број становника је 604.
| Група             | 2000.    | 2010.       |
| Белци             | 0 (0,0%) | 537 (88,9%) |
| Афроамериканци    | 0 (0,0%) | 11 (1,8%)   |
| Азијати           | 0 (0,0%) | 9 (1,5%)    |
| Хиспаноамериканци | 0 (0,0%) | 45 (7,5%)   |
| Укупно            | 0        | 604         |